# Giovanni II bar Narsai
Giovanni bar Narsai (Karkh Djuddan, ... – Baghdad, 25 dicembre 892) è stato un vescovo cristiano orientale siro, vescovo di Anbar, metropolita di Baghdad e patriarca della Chiesa d'Oriente tra l'884 e l'892.

## Biografia
Giovanni (Yohannan) nacque a Karkh Djuddan, città sulla frontiera tra l'Iraq e l'Iran nei pressi di Khanaqin, nella regione di Beth Garmai.. Era vescovo di Anbar, almeno fin dall'872, quando, dopo la morte del patriarca Enos, fu chiamato a succedergli. La sua elezione avvenne per sorteggio, poiché i vescovi riuniti non seppero scegliere tra i tre candidati proposti; fu consacrato patriarca il 14 dicembre 884.
Nei primi mesi di patriarcato una sommossa anticristiana mise a ferro e a fuoco il convento di Klilisho, a Samarra, dove risiedeva, e dovette trasferire la sede patriarcale a Wasit, dove rimase per cinque anni. Ritornato nella capitale del califfato abbaside, si stabilì presso la chiesa di Asbag nel quartiere di al-Shammasiya.
Secondo Barebreo, durante il suo patriarcato il visir Isma'il sottrasse alcuni villaggi cristiani che dipendevano dal patriarca. Giovanni II si recò personalmente dal califfo Al-Mu'tamid per ottenere un editto che ordinasse al visir di restituirli.
Morì il giorno di Natale dell'892 e fu sepolto nella chiesa di Asbag.